# Apeadero de Trancoso
Nota: Si busca la estación de la Línea de Beira Alta que sirve al ayuntamiento de Trancoso, vea la Estación de Vila Franca das Naves.
El Apeadero de Trancoso es una plataforma ferroviaria de la Línea del Duero, que sirve a la localidad de Trancoso, en el ayuntamiento de Paredes, en Portugal.

## Historia
Este apeadero se encuentra en el tramo entre las Estaciones de Ermesinde y Penafiel de la Línea del Duero, que abrió a la explotación el 30 de julio de 1875.